# Антонів Олена Тимофіївна
Анто́нів Оле́на Тимофі́ївна (17 листопада 1937, Бібрка, нині Перемишлянського району Львівської області — 2 лютого 1986, Львів) — українська лікарка, правозахисниця. Розпорядниця фонду Олександра Солженіцина в Галичині. Член Клубу творчої молоді у Львові.

## Життєпис
Народилася 17 листопада 1937 року в місті Бібрка (нині Перемишлянського району Львівської області, Україна). Під час німецько-радянської війни проживала в Переволоці Бучацького району Тернопільської області. Закінчила середню школу в 1955 році. Під час арештів української інтелігенції проживала у Львові.
У 1955–1961 роках навчалася на лікувальному факультеті Львівського державного медичного інституту. Працювала у Львівському обласному протитуберкульозному диспансері.
Була членкинею Клубу творчої молоді. Підтримувала зв'язки з Аллою Горською, Євгеном Сверстюком, Іваном Світличним та іншими шістдесятниками. Виготовляла, зберігала та розповсюджувала літературу самвидаву, зокрема «Український вісник». У її помешканні збиралися колишні повстанці, шістдесятники, творча інтелігенція; відзначали пам'ятні дати, релігійні свята. У будинку Олени Антонів часто проводили обшуки. У 1970-х роках Антонів фактично стала розпорядницею фонду допомоги політв'язням у Західній Україні. Формально не належачи до Української Гельсінської групи, Антонів готувала, передруковувала та передавала іноземним журналістам окремі документи об'єднання. Отримувала погрози з боку КДБ СРСР.

Була одружена з В'ячеславом Чорноволом, народила сина Тараса.

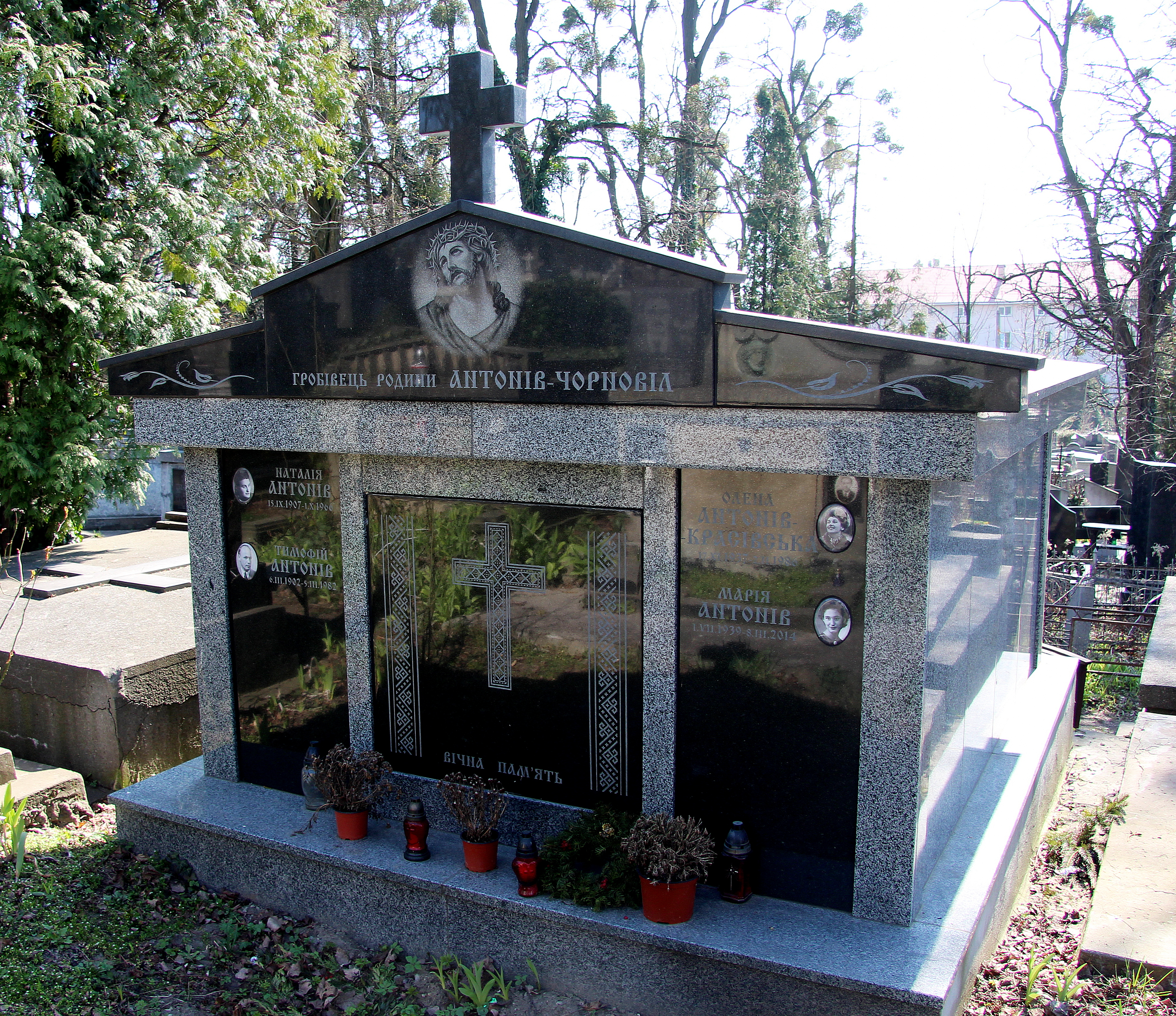
Гробівець родини Антонівих на 32 полі Янівського цвинтаря

У 1980–1985 роках багато часу провела в Тюменській області Росії, поділяючи заслання з другим чоловіком — Зеновієм Красівським (шлюб зареєстрували 26 травня 1979 року). 
Загинула внаслідок нещасного випадку в автомобільній катастрофі. Була похована в одному гробівці з батьками на 32 полі Янівського  цвинтаря, згодом у ньому було поховано її молодшу сестру Марію (1939–2014).